# Kategorie dworców kolejowych we Włoszech
Kategorie dworców kolejowych we Włoszech
Do kategorii platynowej (platinum) zalicza się dworce:
- Bari Centrale
- Bologna Centrale
- Firenze Santa Maria Novella
- Genova Piazza Principe
- Milano Centrale
- Milano Porta Garibaldi
- Napoli Centrale
- Napoli Piazza Garibaldi
- Padova
- Palermo Centrale
- Pisa Centrale
- Roma Termini
- Roma Tiburtina
- Torino Porta Nuova
- Venezia Santa Lucia
- Verona Porta Nuova

Pozostałe kategorie to złota (gold), np.
- Parma
- Pescara Centrale

srebrna (silver), np.
- Siracusa

i brązowa (bronze).